# 우주전함 야마토: 새로운 여행
《우주전함 야마토: 새로운 여행》(일본어: 宇宙戦艦ヤマト 新たなる旅立ち 우추센칸야마토쓰아타나루타비타치[*])는 1979년 7월 31일에 일본 후지 TV에서 방영되었으며, 도에이사에서 1981년 3월 14일에 공개된 극장용 SF 애니메이션이다.